# Puchar Wysp Owczych w piłce nożnej (2007)
Puchar Wysp Owczych jest imprezą, która odbywa się cyklicznie od 1955 roku pomiędzy klubami archipelagu. Przez pierwszą fazę eliminacyjną w roku 2007 przebić musiały się zespoły z niższych lig – B68 Toftir, TB Tvøroyri, LÍF Leirvík (1.deild – druga liga), FS Vágar 2004, Fram Tórshavn, MB Miðvágur (2.deild – trzecia liga), Undri FF oraz NÍF Nólsoy (3.deild – czwarta liga). Awans do kolejnej fazy mają zapewniony drużyny z Formuladeildin.

## Pierwsza Runda Eliminacyjna
10 marca 2007
| FS Vágar 2004 | 8 – 1 | NÍF Nólsoy |

11 marca 2007
| TB Tvøroyri | 2 – 0 | B68 Toftir    |
| Undri FF    | 3 – 2 | MB Miðvágur   |
| LÍF Leirvík | 3 – 0 | Fram Tórshavn |

## Druga Runda Eliminacyjna
17 marca 2007
| Skála Ítróttarfelag | 1 – 0  | FS Vagar              |
| ÍF Fuglafjørður     | 11 – 1 | Undri FF              |
| TB Tvøroyri         | 4 – 0  | Sørvágs Ítróttarfelag |
| B36 Tórshavn        | 1 – 3  | AB Argir              |
| NSÍ Runavík         | 1 – 2  | HB Tórshavn           |

21 marca 2007
| EB/Streymur | 4 – 1 | B71 Sandoy |

24 marca 2007
| LÍF Leirvik | 1 – 3 | VB/Sumba |

25 marca 2007
| GÍ Gøta | 1 – 4 | KÍ Klaksvík |

## Ćwierćfinały
17 maja 2007
| HB Tórshavn | 4 – 0       | AB Argir            |
| VB/Sumba    | 3 – 1       | TB Tvøroyri         |
| KÍ Klaksvík | 0 – 0 (5-6) | Skála Ítróttarfelag |
| EB/Streymur | 4 – 4 (9-8) | ÍF Fuglafjørður     |

## Pierwsze Półfinały
13 czerwca 2007
| HB Tórshavn         | 3 – 1 | VB/Sumba    |
| Skála Ítróttarfelag | 0 – 2 | EB/Streymur |

## Drugie Półfinały
11 lipca 2007
| VB/Sumba    | 0 – 1 | HB Tórshavn         |
| EB/Streymur | 1 – 0 | Skála Ítróttarfelag |

## Finał
15 sierpnia 2007
| EB/Streymur | 4 – 3 | HB Tórshavn |